# 쉬잔 플롱
쉬잔 플롱(프랑스어: Suzanne Flon, 1918년 1월 28일 ~ 2005년 6월 15일)은 프랑스의 배우이다.

## 영화
- 물랑 루즈 (1952년 영화)
- 고독한 추적
- 부메랑 (1976년 영화)
- 킬링 오브 썸머
- 메리 크리스마스 (2005년 영화)
- 파리의 연인들